# Surat
Surat je grad u indijskoj državi Gudžarat. Nekad je to bila velika morska luka, a danas je trgovačko i gospodarsko središte u Južnom Gudžaratu, koje je poznato po svojim dijamantima i tekstilnoj industriji te kao trgovačko središte za odjeću i modne dodatke. To je osmi najveći grad i deveta urbana aglomeracija u Indiji. Administrativno je glavni grad okruga Surat. Grad se nalazi 284 kilometara južno od glavnog grada države Gandhinagar; 265 kilometara južno od Ahmedabada i 289 kilometara sjeverno od Mumbaija. Središte grada smješteno je na rijeci Tapti, u blizini Arapskog mora.
Surat će biti grad s najbržim gospodarskim rastom na svijetu od 2019. do 2035. godine, prema studiji koju je proveo časopis Economic Times. Među 20 gradova svijeta s najbržim gospodarskim rastom, 17 će ih biti iz Indije. Grad je zabilježio godišnju stopu rasta BDP-a od 11,5% tijekom sedam fiskalnih godina između 2001. i 2008. Surat je 2013. godine proglašen "najboljim gradom" u godišnjem istraživanju indijskih gradskih sustava (ASICS).
Surat je odabran za prvi pametni IT grad u Indiji koji čini inicijativa Microsoft CityNext, povezana s glavnim IT tvrtkama Tata Consultancy Services i Wipro. Grad ima 2,97 milijuna korisnika interneta, oko 65% ukupnog stanovništva. Surat je 2015. godine odabran za bespovratnu pomoć IBM "Smarter Cities Challenge". Odabran je za jedan od dvadeset indijskih gradova, koji će se razviti kao pametan grad pod vodećom misijom pametnih gradova premijera Narendre Modija. [19]
Surat je naveden kao drugi najčišći grad u Indiji (poslije grada Indorea) od 21. kolovoza 2020. prema Swachh Survekshan 2020. Pretrpio je veliki požar cjevovoda, koji je prouzročio određenu štetu.
Surat, poznat po dijamantskom rezanju i poliranju, poznat je kao dijamantni grad u Indiji. Ima razna inženjerska postrojenja poput Essara, Larsena i Toubra te RIL-a.